# Longboat Key
Longboat Key is een plaats (town) in de Amerikaanse staat Florida, en valt bestuurlijk gezien onder Manatee County en Sarasota County.

## Demografie
Bij de volkstelling in 2000 werd het aantal inwoners vastgesteld op 7603.
In 2006 is het aantal inwoners door het United States Census Bureau geschat op 7414, een daling van 189 (-2.5%).

## Geografie
Volgens het United States Census Bureau beslaat de plaats een oppervlakte van
44,2 km², waarvan 12,7 km² land en 31,5 km² water.

## Plaatsen in de nabije omgeving
De onderstaande figuur toont nabijgelegen plaatsen in een straal van 16 km rond Longboat Key.